# 佐藤美貴
佐藤美貴（さとう みき、1980年4月15日 - ）は、日本の女優。福島県出身。オフィスアソボに所属していた。2009年9月、フリーとなる。身長156cm。体重38kg。

## 人物紹介
- 免許資格で、美容師免許・普通自動車免許を持っている。
- 特技は、エレクトーン・書道・歌。
- 趣味は、創作料理。
- 見た目はかなり小柄で華奢な体型。
- 以前は歌手の仕事をしていた（ロックミュージカル『BLEACH 再炎』公式サイトインタビューより）
- 『BLEACH』原作者の久保帯人に「原作ソックリのルキア」と『BLEACH』コミックス20巻に書かれている。

## 主な出演作品

### テレビドラマ
- 金曜エンタテイメント 温泉名物女将!湯の町事件簿（5）（2004年、CX） - 娘 役
- 金曜エンタテイメント 式部塚悲恋伝説殺人事件（2005年、CX） - 神原さおり 役
- 水曜ミステリー9 浅草下町通交番 子連れ巡査の捜査日誌（2013年、TX） - 川上美穂 役

### テレビ番組
- 中居正広の金曜日のスマたちへ（2009年TBS系） - 川村かおり 役

### 舞台・ミュージカル
- ROCK MUSICAL BLEACH - 朽木ルキア 役（準主役）
  - ジャンプフェスタ 2004 ※イベント
  - ロックミュージカル　BLEACH（2005年8月17日 - 28日）
  - ロックミュージカル　BLEACH　再炎（2006年1月5日 - 8日・14日 - 19日）
  - ROCK MUSICAL BLEACH The Dark of The Bleeding Moon（2006年8月10日 - 13日・16日 - 21日）
  - ROCK MUSICAL BLEACH the LIVE 卍解SHOW code:001（2007年1月10日 - 14日）
  - ROCK MUSICAL BLEACH No Clouds in the Blue Heavens（2007年3月21日 - 27日・4月3日 - 8日）
  - ROCK MUSICAL BLEACH DX（2008年3月24日 - 31日）
    - ROCK MUSICAL BLEACH THE ALL
    - THE LIVE 卍解 SHOW CODE:002

  - ROCK MUSICAL BLEACH the Film es-始動!-（2009年5月16日 - 17日・8月15日） ※イベント
  - ROCK MUSICAL BLEACH the LIVE 卍解SHOW code:003（2010年1月15日 - 2月8日）
  - ジャンプフェスタ 2011 ※イベント
  - BLEACH連載10周年記念公演 ROCK MUSICAL BLEACH （2011年7月1日 - 8月30日）
  - JAPAN ANIME LIVE ※海外イベント
  - 新生 ROCK MUSICAL BLEACH REprise

- ROCK'N JAM MUSICAL - ミカ 役
  - ROCK'N JAM MUSICAL II〜僕達のHeaven〜（2006年5月10日 - 14日・26日 - 28日/再演・2007年1月26日 - 31日）
  - R☆J LIVE LIVE（2007年6月14日 - 24日）

- ラムネ
  - ミュージカル『ラムネ』 （2007年9月4日 - 10日、赤坂RED THEATER） - しおり 役（主役）
  - 歌謡シアター『ラムネ』〜夢の途中編〜（2008年11月16日 - 24日、あうるすぽっと） - 香織 役

- 台風14号 もんしろ（2008年7月18日 - 27日、東京芸術劇場・小ホール1/7月31日 - 8月3日、心斎橋そごう劇場） - 篠原真智子 役
- スタンダードソングエンタテイメントPresents アクションXダンスバージョン「真田風雲録」（2008年10月9日 - 15日、東京芸術劇場・小ホール1） - 霧隠才蔵 役
- 30-DELUX『リプレイス』（2009年8月 - 9月） - 奥井リエ 役（ヒロイン）
- 三ツ星キッチン『リストランテ』（2009年12月） - 秋子 役
- 朗読劇『モスリラ』（2010年7月16日 - 19日） - なつき 役
- さよならまた逢う日まで（2011年5月）
- 三ツ星キッチン『EAST SIDE STORY』（2011年12月1日 - 7日）
- この愛よ叶うなら嬉しいよ（2012年7月12日 - 16日、シアターグリーン BIG TREE THEATER）
- 三ツ星キッチン『FAMILY』（2012年11月22日 - 27日、CBGKシブゲキ!!）
- 七変化音楽劇 『有頂天家族』（2014年1月16日 - 26日、東京:本多劇場/2月8日 京都:京都劇場） - 弁天 役
- 手塚治虫作品より 『ファウスト〜愛の剣士たち〜』（2014年6月27日 - 7月7日、東京:AiiA Theater Tokyo/7月12日 - 13日、大阪:森ノ宮ピロティーホール） - アヤカシ 役
- 30-DELUX × 劇団朱雀 MIX 『オレノカタワレ』（2014年12月10日 - 14日、東京:シアターサンモール/2015年1月22日 - 25日、大阪:ABCホール/1月31日 - 2月1日、名古屋:名鉄ホール） - 印南風子 役
- avenir×f.tプロデュース 『籠』（2015年5月13日 - 17日、千本桜ホール） - ママミ 役

## LIVE・コンサート
- Drop Girls
  - 『Drop Girls』 〜AKMでやっちゃいまShow☆〜（2010年9月）
  - Drop Girls★LIVE〜DanceでSongでCuteなNight〜（2011年10月）

## 作品

### DVD
- ROCK MUSICAL BLEACH（朽木ルキア役）
  - ロックミュージカル　BLEACH
  - ロックミュージカル　BLEACH　再炎
  - ROCK MUSICAL BLEACH The Dark of The Bleeding Moon
  - ROCK MUSICAL BLEACH the LIVE 卍解SHOW code:001
  - ROCK MUSICAL BLEACH No Clouds in the Blue Heavens
  - ROCK MUSICAL BLEACH THE ALL
  - THE LIVE 卍解 SHOW CODE:002
  - ROCK MUSICAL BLEACH the Film es－始動!－
  - ROCK MUSICAL BLEACH the LIVE 卍解SHOW code:003
  - BLEACH連載10周年記念公演 ROCK MUSICAL BLEACH
  - 新生ROCK MUSICAL BLEACH REprise
- 台風14号 もんしろ

### Blu-ray
- ROCK MUSICAL BLEACH Blu-ray Collection BOX
  - （2011年までの過去9作品（始動とREprise以外）を収録したBD-BOX）

### CD
| 枚 | 発売日        | タイトル                                               | 備考                                                                |
| -- | ------------- | ------------------------------------------------------ | ------------------------------------------------------------------- |
| 1  | 2006年6月7日  | ロックミュージカル 「BLEACH」再炎 LIVE                 | ミュージカルロックミュージカル「BLEACH」再炎の楽曲                  |
| 2  | 2007年2月21日 | ROCK MUSICAL BLEACH The Dark of The Bleeding Moon LIVE | ミュージカルROCK MUSICAL BLEACH The Dark of The Bleeding Moonの楽曲 |
| 3  | 2008年8月6日  | ROCK MUSICAL BLEACH                                    | ミュージカルROCK MUSICAL BLEACHの楽曲                               |